# Hémoglobine E
 Mise en garde médicale
L'hémoglobine E, couramment symbolisée par HbE, est une hémoglobine anormale résultant d'une mutation génétique conduisant à la substitution d'un résidu de glutamate par un résidu de lysine en position 26 de la séquence de la sous-unité β-globine ; il s'agit par conséquent d'une mutation E26K, E et K étant respectivement les symboles du glutamate et de la lysine. C'est l'une des hémoglobinopathies les moins connues, bien qu'elle soit particulièrement fréquente en Asie du Sud-Est et dans le Nord-Est de l'Inde, où sa prévalence peut localement atteindre 60 % ; elle est en revanche très rare en dehors de cette région.

## Symptômes et prévalence
La mutation βE affecte l'expression du gène HBB, situé sur le chromosome 11, en introduisant un site d'épissage alternatif de l'ARN messager au niveau des codons 25-27 du gène. Ceci conduit à un léger déficit en sous-unités β et à une petite quantité de sous-unités β anormales. Il en résulte une thalassémie β, tandis que les chaînes βE interagissent plus faiblement avec les sous-unités α, ce qui conduit à une instabilité accrue de l'hémoglobine E en présence d'une forte quantité d'oxydants.
L'affection à hémoglobine E est à transmission autosomique récessive, c'est-à-dire qu'elle ne se manifeste que chez les patients homozygotes, qui possèdent les deux allèles altérés du gène HBB. Elle n'est pas visible à la naissance en raison de l'hémoglobine fœtale (HbF) encore présente chez le nouveau-né. Puis une thalassémie β commence à se manifester chez le nourrisson. La maladie se manifeste par une splénomégalie et une anémie hémolytique ; les hétérozygotes, dont on dit qu'ils ont le trait de l'hémoglobine E, sont asymptomatiques, tandis que les frottis sanguins révèlent un volume globulaire moyen réduit et la présence de codocytes, ou « cellules cibles », qui sont des érythrocytes fins apparaissant comme appauvris en hémoglobine et présentant un centre assombri les faisant ressembler à des cibles.
Le gène de l'hémoglobine E se trouve essentiellement en Asie du Sud-Est (Thaïlande, Myanmar, Cambodge, Laos, Vietnam), où sa prévalence peut atteindre 30 à 40 %, ainsi que dans le Nord-Est de l'Inde, où sa prévalence peut atteindre 60 % dans certaines régions. En Thaïlande, ce gène peut affecter localement plus de la moitié de la population, surtout dans le nord-est du pays. On le trouve également en Chine, aux Philippines, en Turquie, au Népal, au Sri Lanka, au Pakistan, etc. On pense que la mutation serait apparue au cours des 5 000 dernières années. Il existe également des cas d'hémoglobine E en Europe, mais qui sont associés à un haplotype différent de ceux trouvés en Asie du Sud-Est avec l'hémoglobine E, ce qui accréditerait l'idée de plusieurs origines de la mutation E26K.

## Combinaison avec les thalassémies
Les enfants ayant hérité d'un allèle d'hémoglobine C d'un parent et d'un allèle de thalassémie β de l'autre parent présentent un tableau clinique grave touchant plus d'un million de personnes dans le monde. Cette affection peut conduire, entre autres, à une insuffisance cardiaque, une hépatomégalie (accroissement de la taille du foie), ou encore à des affections osseuses.
Il existe également une variété de génotypes résultant de l'interaction entre les gènes de l'hémoglobine E et de la thalassémie α. Cette dernière réduit la quantité d'hémoglobine E présente habituellement chez les hétérozygotes. La combinaison de l'hémoglobine E avec certaines thalassémies peut procurer une résistance accrue au paludisme.